# عادل علي
عادل علي (6 يناير 1966- ) ممثل سوري، قام بالعديد من المسلسلات أهمها الخوالي والذي اشتهر فيه بتأدية دور الوالي وباب الحارة والذي اشتهر فيه بتأدية دور الشيخ عبد العليم.

## أعماله
من أعماله:
- رجاها
- الخوالي بدور الوالي
- سيف بن ذى يزن.
- ليالي الصالحية بدور الشيخ عبد الحق
- باب الحارة بدور الشيخ عبد العليم
- الزعيم بدور الشيخ عمر
- هارون بدور أبو محمد
- الولادة من الخاصرة بدور القسيس
- الغربال.
- طوق البنات.
- خاتون
- عودة غوار

## وصلات خارجية
- عادل علي على موقع IMDb (الإنجليزية)
- عادل علي على موقع قاعدة بيانات الأفلام العربية